# سباق جائزة لا مارسيليس الكبرى 2022
سباق جائزة لا مارسيليس الكبرى 2022 (بالفرنسية: Grand Prix La Marseillaise 2022)‏ هو سباق دراجات هوائية، وهو الموسم رقم 43 من سباق جائزة لامارسييز الكبرى، وأقيم في 30 يناير 2022، وامتدّ لمسافة 174.3 كيلومتر، وهو أحد سباقات طواف أوروبا للدراجات 2022.
فاز بالمركز الأول أموري كابيو، وبالمركز الثاني مادس بيدرسن، وبالمركز الثالث فرنسيسكو غالفان.

## الفرق
| فرق عالمية (9)- AG2R Citroën Team - Cofidis - Groupama-FDJ - EF Education-EasyPost - Intermarché-Wanty-Gobert Matériaux - Israel-Premier Tech - Trek-Segafredo - UAE Team Emirates - Lotto-Soudal فرق برو (8)- بي آند بي هوتيلز 2022 ‏ - Arkéa-Samsic - TotalEnergies - بنجوال باوليز ساوكس دبليو بي 2022 ‏ - كيرن فارما 2022 ‏ - سبورت فلاندرين بالويس 2022 ‏ - أونو اكس برو سايكلنج تيم 2022 ‏ - كاجا رورال-سيغوروس 2022 ‏ فرق قارية (4)- Van Rysel–Roubaix ‏ - سانت ميشيل-أوبير 93 2022 ‏ - CIC U Nantes Atlantique ‏ - Nice Métropole Côte d'Azur ‏ |  |
| |  |

## المشاركون
| AG2R Citroën Team ACT | AG2R Citroën Team ACT | AG2R Citroën Team ACT |
| --------------------- | --------------------- | --------------------- |
| م                     | عداء                  | مرتبة                 |
| 1                     | بينوا كوسنيفروي       | 5                     |
| 2                     | ليليان كالجمان        | 17                    |
| 3                     | Clément Champoussin ‏  | 13                    |
| 4                     | جيوفري بوشارد         | 40                    |
| 5                     | Larry Warbasse ‏       | 51                    |
| 6                     | Antoine Raugel ‏       | 68                    |
| 7                     | Paul Lapeira ‏         | 79                    |

| Groupama-FDJ GFC | Groupama-FDJ GFC   | Groupama-FDJ GFC |
| ---------------- | ------------------ | ---------------- |
| م                | عداء               | مرتبة            |
| 11               | تيبو بينو          | 37               |
| 12               | برونو أرميريل      | 55               |
| 13               | أنطوان دوتشيسن     | 66               |
| 14               | ماثيو لاداجنوس     | 83               |
| 15               | سيباستيان رايشنباخ | 35               |
| 16               | توبياس لودفيجسون   | 65               |
| 17               | كوينتين باشر       | 28               |

| Cofidis COF | Cofidis COF         | Cofidis COF |
| ----------- | ------------------- | ----------- |
| م           | عداء                | مرتبة       |
| 21          | ويليام مارتن        | 22          |
| 22          | بريان كوكار         | 6           |
| 23          | Alexandre Delettre ‏ | 53          |
| 25          | Hugo Toumire ‏       | 103         |
| 26          | Rémy Rochas ‏        | 26          |
| 27          | بنجامين توماس       | 12          |

| UAE Team Emirates UAD | UAE Team Emirates UAD | UAE Team Emirates UAD |
| --------------------- | --------------------- | --------------------- |
| م                     | عداء                  | مرتبة                 |
| 31                    | ماتيو ترينتين         | لم يبدأ               |
| 32                    | إيفو أوليفيرا         | لم يبدأ               |
| 33                    | Alexys Brunel ‏        | 47                    |
| 34                    | Alessandro Covi ‏      | 9                     |
| 35                    | فيجارد ستيك لاينجن    | 46                    |
| 36                    | جويل سوتير            | 33                    |
| 37                    | دييغو يليسي           | 8                     |

| Israel-Premier Tech IPT | Israel-Premier Tech IPT | Israel-Premier Tech IPT |
| ----------------------- | ----------------------- | ----------------------- |
| م                       | عداء                    | مرتبة                   |
| 41                      | داريل إيمبي             | 109                     |
| 42                      | هوغو هول                | 14                      |
| 43                      | ديريك جي                | 69                      |
| 44                      | ويليام بويفن            | 88                      |
| 45                      | إيتامار أينهورن         | 104                     |
| 46                      | قاي ساقيف               | 97                      |
| 47                      | Edo Goldstein‏           | 108                     |

| Trek-Segafredo TFS | Trek-Segafredo TFS | Trek-Segafredo TFS |
| ------------------ | ------------------ | ------------------ |
| م                  | عداء               | مرتبة              |
| 51                 | توني قالوبا        | 44                 |
| 52                 | اليكس كيرش         | 92                 |
| 53                 | باوك موليما        | 23                 |
| 54                 | مادس بيدرسن        | 2                  |
| 55                 | توم سكوجين         | 19                 |
| 56                 | إدوارد ثيونس       | لم يبدأ            |
| 57                 | Otto Vergaerde ‏    | لم يكمل السباق     |

| Intermarché-Wanty-Gobert Matériaux IWG | Intermarché-Wanty-Gobert Matériaux IWG | Intermarché-Wanty-Gobert Matériaux IWG |
| -------------------------------------- | -------------------------------------- | -------------------------------------- |
| م                                      | عداء                                   | مرتبة                                  |
| 61                                     | Théo Delacroix ‏                        | 81                                     |
| 62                                     | ايمي دي جندت                           | 85                                     |
| 63                                     | Tom Devriendt ‏                         | 113                                    |
| 64                                     | هوغو بيج ‏                              | 48                                     |
| 65                                     | Simone Petilli ‏                        | لم يكمل السباق                         |
| 67                                     | جورج تسيمارمان                         | 7                                      |

| EF Education-EasyPost EFE | EF Education-EasyPost EFE | EF Education-EasyPost EFE |
| ------------------------- | ------------------------- | ------------------------- |
| م                         | عداء                      | مرتبة                     |
| 71                        | ألبرتو بيتول              | 10                        |
| 72                        | أوين دول                  | 90                        |
| 73                        | ينس كوكلاير               | 39                        |
| 74                        | ماغنوس كورت نيلسن         | 125                       |
| 75                        | مايكل فالغرين             | 91                        |
| 76                        | Łukasz Wiśniowski ‏        | 124                       |
| 77                        | توماس سكالي               | 129                       |

| لوتو سودال LTS | لوتو سودال LTS      | لوتو سودال LTS |
| -------------- | ------------------- | -------------- |
| م              | عداء                | مرتبة          |
| 81             | فيليب جيلبير        | 18             |
| 82             | Filippo Conca ‏      | 71             |
| 83             | Cédric Beullens ‏    | 95             |
| 84             | سيباستيان غرينيار ‏  | 58             |
| 87             | Xandres Vervloesem ‏ | 110            |

| Arkéa-Samsic ARK | Arkéa-Samsic ARK    | Arkéa-Samsic ARK |
| ---------------- | ------------------- | ---------------- |
| م                | عداء                | مرتبة            |
| 91               | ماكسيم بويه         | 41               |
| 92               | أموري كابيو         | 1                |
| 93               | Thibault Guernalec ‏ | 15               |
| 94               | كليمنت روسو         | 43               |
| 95               | ألان ريو ‏           | 57               |
| 96               | كونور سويفت         | 42               |
| 97               | Alessandro Verre ‏   | 63               |

| TotalEnergies TEN | TotalEnergies TEN   | TotalEnergies TEN |
| ----------------- | ------------------- | ----------------- |
| م                 | عداء                | مرتبة             |
| 101               | إيدفالد بواسون هاغن | 4                 |
| 102               | Fabien Grellier ‏    | 45                |
| 103               | Sandy Dujardin ‏     | 32                |
| 104               | Mathieu Burgaudeau ‏ | 36                |
| 105               | بيير لاتور          | 94                |
| 106               | جوليان سيمون        | 34                |
| 107               | Alan Jousseaume ‏    | 93                |

| فيتال كونسبت ‏ BBK | فيتال كونسبت ‏ BBK | فيتال كونسبت ‏ BBK |
| ----------------- | ----------------- | ----------------- |
| م                 | عداء              | مرتبة             |
| 111               | جوناثان إيفيرت    | 56                |
| 112               | ألان بوالو ‏       | لم يكمل السباق    |
| 113               | Franck Bonnamour ‏ | لم يكمل السباق    |
| 114               | Thibault Ferasse ‏ | 24                |
| 115               | ألكسيس غوجيراد    | 38                |
| 116               | كوينتين جوريغوي   | 52                |
| 117               | Victor Koretzky ‏  | 84                |

| بنجوال باوليز ساوكس دبليو بي ‏ BWB | بنجوال باوليز ساوكس دبليو بي ‏ BWB | بنجوال باوليز ساوكس دبليو بي ‏ BWB |
| --------------------------------- | --------------------------------- | --------------------------------- |
| م                                 | عداء                              | مرتبة                             |
| 121                               | Milan Menten ‏                     | 76                                |
| 122                               | Louis Blouwe ‏                     | 75                                |
| 123                               | Cériel Desal ‏                     | 106                               |
| 124                               | Rémy Mertz ‏                       | 20                                |
| 125                               | Tom Paquot ‏                       | 111                               |
| 126                               | Johan Meens ‏                      | 80                                |
| 127                               | Luc Wirtgen ‏                      | 21                                |

| سبورت فلاندرين بالويس ‏ SVB | سبورت فلاندرين بالويس ‏ SVB | سبورت فلاندرين بالويس ‏ SVB |
| -------------------------- | -------------------------- | -------------------------- |
| م                          | عداء                       | مرتبة                      |
| 131                        | آرنه ماريت ‏                | 102                        |
| 132                        | Lindsay De Vylder ‏         | 67                         |
| 133                        | أليكس كولمان ‏              | 100                        |
| 134                        | Jens Reynders ‏             | 96                         |
| 135                        | Aaron Van Poucke ‏          | 120                        |
| 136                        | Kenneth Van Rooy ‏          | 29                         |
| 137                        | Ward Vanhoof ‏              | 70                         |

| أونو-إكس موبيليتي ‏ UXT | أونو-إكس موبيليتي ‏ UXT | أونو-إكس موبيليتي ‏ UXT |
| ---------------------- | ---------------------- | ---------------------- |
| م                      | عداء                   | مرتبة                  |
| 141                    | راسموس تيلر            | 30                     |
| 142                    | أندرس سكارسيث          | 62                     |
| 143                    | كريستوفر هالفورسن      | 122                    |
| 144                    | Morten Hulgaard ‏       | 112                    |
| 145                    | Torjus Sleen ‏          | 87                     |
| 146                    | توبياس هالاند يوهانسن  | 27                     |
| 147                    | يوناس غريغارد          | 61                     |

| كاجا رورال-سيغوروس ‏ CJR | كاجا رورال-سيغوروس ‏ CJR | كاجا رورال-سيغوروس ‏ CJR |
| ----------------------- | ----------------------- | ----------------------- |
| م                       | عداء                    | مرتبة                   |
| 151                     | Orluis Aular ‏           | 86                      |
| 152                     | Aritz Bagües ‏           | 107                     |
| 153                     | Fernando Barceló ‏       | 11                      |
| 154                     | Jon Barrenetxea ‏        | 59                      |
| 155                     | ديفيد غونزاليس          | 105                     |
| 156                     | Calum Johnston ‏         | 99                      |
| 157                     | Joel Nicolau ‏           | 31                      |

| Equipo Kern Pharma ‏ EKP | Equipo Kern Pharma ‏ EKP    | Equipo Kern Pharma ‏ EKP |
| ----------------------- | -------------------------- | ----------------------- |
| م                       | عداء                       | مرتبة                   |
| 161                     | فرنسيسكو غالفان            | 3                       |
| 162                     | مارتي ماركيز               | 25                      |
| 163                     | Danny van der Tuuk ‏        | 89                      |
| 164                     | Daniel Méndez ‏             | لم يكمل السباق          |
| 165                     | Ibon Ruiz ‏                 | 82                      |
| 166                     | Eugenio Sánchez (cyclist) ‏ | 49                      |
| 167                     | Pau Miquel ‏                | 73                      |

| إتش بي بي تي بي – أوبير 93 ‏ AUB | إتش بي بي تي بي – أوبير 93 ‏ AUB | إتش بي بي تي بي – أوبير 93 ‏ AUB |
| ------------------------------- | ------------------------------- | ------------------------------- |
| م                               | عداء                            | مرتبة                           |
| 171                             | أنتوني مالدونادو                | 72                              |
| 172                             | Romain Cardis ‏                  | 74                              |
| 173                             | Nicolas Debeaumarché ‏           | 54                              |
| 174                             | Tony Hurel ‏                     | 126                             |
| 175                             | Flavien Maurelet ‏               | 16                              |
| 176                             | Stéphane Rossetto ‏              | 114                             |
| 177                             | Morné van Niekerk ‏              | 118                             |

| Van Rysel–Roubaix ‏ GRL | Van Rysel–Roubaix ‏ GRL | Van Rysel–Roubaix ‏ GRL |
| ---------------------- | ---------------------- | ---------------------- |
| م                      | عداء                   | مرتبة                  |
| 181                    | توماس بودات            | 130                    |
| 182                    | Clément Carisey ‏       | 64                     |
| 183                    | Maxime Jarnet ‏         | 121                    |
| 184                    | Jérémy Leveau ‏         | 115                    |
| 185                    | Tom Mainguenaud ‏       | 128                    |
| 186                    | افالداس سيسكفهيوس      | 127                    |
| 187                    | Valentin Tabellion ‏    | لم يكمل السباق         |

| CIC U Nantes Atlantique ‏ 194 | CIC U Nantes Atlantique ‏ 194 | CIC U Nantes Atlantique ‏ 194 |
| ---------------------------- | ---------------------------- | ---------------------------- |
| م                            | عداء                         | مرتبة                        |
| 191                          | Jordan Jegat ‏                | لم يكمل السباق               |
| 192                          | Louis Barré ‏                 | 50                           |
| 193                          | Yaël Joalland ‏               | 77                           |
| 194                          | Maël Guégan ‏                 | 117                          |
| 195                          | Mathias Le Turnier ‏          | 78                           |
| 196                          | ايمانويل مورين               | 123                          |
| 197                          | Tom Paquet ‏                  | لم يكمل السباق               |

| Nice Métropole Côte d'Azur ‏ NMC | Nice Métropole Côte d'Azur ‏ NMC | Nice Métropole Côte d'Azur ‏ NMC |
| ------------------------------- | ------------------------------- | ------------------------------- |
| م                               | عداء                            | مرتبة                           |
| 201                             | Maxime Urruty ‏                  | 119                             |
| 202                             | Julien Amadori ‏                 | لم يكمل السباق                  |
| 203                             | Jonathan Couanon ‏               | 101                             |
| 204                             | Tristan Delacroix ‏              | 116                             |
| 205                             | Jean Goubert ‏                   | 98                              |
| 206                             | Paul Hennequin ‏                 | لم يكمل السباق                  |
| 207                             | Andrea Mifsud ‏                  | 60                              |

| AG2R Citroën Team ACT | AG2R Citroën Team ACT | AG2R Citroën Team ACT |
| --------------------- | --------------------- | --------------------- |
| م                     | عداء                  | مرتبة                 |
| 1                     | بينوا كوسنيفروي       | 5                     |
| 2                     | ليليان كالجمان        | 17                    |
| 3                     | Clément Champoussin ‏  | 13                    |
| 4                     | جيوفري بوشارد         | 40                    |
| 5                     | Larry Warbasse ‏       | 51                    |
| 6                     | Antoine Raugel ‏       | 68                    |
| 7                     | Paul Lapeira ‏         | 79                    |

| Groupama-FDJ GFC | Groupama-FDJ GFC   | Groupama-FDJ GFC |
| ---------------- | ------------------ | ---------------- |
| م                | عداء               | مرتبة            |
| 11               | تيبو بينو          | 37               |
| 12               | برونو أرميريل      | 55               |
| 13               | أنطوان دوتشيسن     | 66               |
| 14               | ماثيو لاداجنوس     | 83               |
| 15               | سيباستيان رايشنباخ | 35               |
| 16               | توبياس لودفيجسون   | 65               |
| 17               | كوينتين باشر       | 28               |

| Cofidis COF | Cofidis COF         | Cofidis COF |
| ----------- | ------------------- | ----------- |
| م           | عداء                | مرتبة       |
| 21          | ويليام مارتن        | 22          |
| 22          | بريان كوكار         | 6           |
| 23          | Alexandre Delettre ‏ | 53          |
| 25          | Hugo Toumire ‏       | 103         |
| 26          | Rémy Rochas ‏        | 26          |
| 27          | بنجامين توماس       | 12          |

| UAE Team Emirates UAD | UAE Team Emirates UAD | UAE Team Emirates UAD |
| --------------------- | --------------------- | --------------------- |
| م                     | عداء                  | مرتبة                 |
| 31                    | ماتيو ترينتين         | لم يبدأ               |
| 32                    | إيفو أوليفيرا         | لم يبدأ               |
| 33                    | Alexys Brunel ‏        | 47                    |
| 34                    | Alessandro Covi ‏      | 9                     |
| 35                    | فيجارد ستيك لاينجن    | 46                    |
| 36                    | جويل سوتير            | 33                    |
| 37                    | دييغو يليسي           | 8                     |

| Israel-Premier Tech IPT | Israel-Premier Tech IPT | Israel-Premier Tech IPT |
| ----------------------- | ----------------------- | ----------------------- |
| م                       | عداء                    | مرتبة                   |
| 41                      | داريل إيمبي             | 109                     |
| 42                      | هوغو هول                | 14                      |
| 43                      | ديريك جي                | 69                      |
| 44                      | ويليام بويفن            | 88                      |
| 45                      | إيتامار أينهورن         | 104                     |
| 46                      | قاي ساقيف               | 97                      |
| 47                      | Edo Goldstein‏           | 108                     |

| Trek-Segafredo TFS | Trek-Segafredo TFS | Trek-Segafredo TFS |
| ------------------ | ------------------ | ------------------ |
| م                  | عداء               | مرتبة              |
| 51                 | توني قالوبا        | 44                 |
| 52                 | اليكس كيرش         | 92                 |
| 53                 | باوك موليما        | 23                 |
| 54                 | مادس بيدرسن        | 2                  |
| 55                 | توم سكوجين         | 19                 |
| 56                 | إدوارد ثيونس       | لم يبدأ            |
| 57                 | Otto Vergaerde ‏    | لم يكمل السباق     |

| Intermarché-Wanty-Gobert Matériaux IWG | Intermarché-Wanty-Gobert Matériaux IWG | Intermarché-Wanty-Gobert Matériaux IWG |
| -------------------------------------- | -------------------------------------- | -------------------------------------- |
| م                                      | عداء                                   | مرتبة                                  |
| 61                                     | Théo Delacroix ‏                        | 81                                     |
| 62                                     | ايمي دي جندت                           | 85                                     |
| 63                                     | Tom Devriendt ‏                         | 113                                    |
| 64                                     | هوغو بيج ‏                              | 48                                     |
| 65                                     | Simone Petilli ‏                        | لم يكمل السباق                         |
| 67                                     | جورج تسيمارمان                         | 7                                      |

| EF Education-EasyPost EFE | EF Education-EasyPost EFE | EF Education-EasyPost EFE |
| ------------------------- | ------------------------- | ------------------------- |
| م                         | عداء                      | مرتبة                     |
| 71                        | ألبرتو بيتول              | 10                        |
| 72                        | أوين دول                  | 90                        |
| 73                        | ينس كوكلاير               | 39                        |
| 74                        | ماغنوس كورت نيلسن         | 125                       |
| 75                        | مايكل فالغرين             | 91                        |
| 76                        | Łukasz Wiśniowski ‏        | 124                       |
| 77                        | توماس سكالي               | 129                       |

| لوتو سودال LTS | لوتو سودال LTS      | لوتو سودال LTS |
| -------------- | ------------------- | -------------- |
| م              | عداء                | مرتبة          |
| 81             | فيليب جيلبير        | 18             |
| 82             | Filippo Conca ‏      | 71             |
| 83             | Cédric Beullens ‏    | 95             |
| 84             | سيباستيان غرينيار ‏  | 58             |
| 87             | Xandres Vervloesem ‏ | 110            |

| Arkéa-Samsic ARK | Arkéa-Samsic ARK    | Arkéa-Samsic ARK |
| ---------------- | ------------------- | ---------------- |
| م                | عداء                | مرتبة            |
| 91               | ماكسيم بويه         | 41               |
| 92               | أموري كابيو         | 1                |
| 93               | Thibault Guernalec ‏ | 15               |
| 94               | كليمنت روسو         | 43               |
| 95               | ألان ريو ‏           | 57               |
| 96               | كونور سويفت         | 42               |
| 97               | Alessandro Verre ‏   | 63               |

| TotalEnergies TEN | TotalEnergies TEN   | TotalEnergies TEN |
| ----------------- | ------------------- | ----------------- |
| م                 | عداء                | مرتبة             |
| 101               | إيدفالد بواسون هاغن | 4                 |
| 102               | Fabien Grellier ‏    | 45                |
| 103               | Sandy Dujardin ‏     | 32                |
| 104               | Mathieu Burgaudeau ‏ | 36                |
| 105               | بيير لاتور          | 94                |
| 106               | جوليان سيمون        | 34                |
| 107               | Alan Jousseaume ‏    | 93                |

| فيتال كونسبت ‏ BBK | فيتال كونسبت ‏ BBK | فيتال كونسبت ‏ BBK |
| ----------------- | ----------------- | ----------------- |
| م                 | عداء              | مرتبة             |
| 111               | جوناثان إيفيرت    | 56                |
| 112               | ألان بوالو ‏       | لم يكمل السباق    |
| 113               | Franck Bonnamour ‏ | لم يكمل السباق    |
| 114               | Thibault Ferasse ‏ | 24                |
| 115               | ألكسيس غوجيراد    | 38                |
| 116               | كوينتين جوريغوي   | 52                |
| 117               | Victor Koretzky ‏  | 84                |

| بنجوال باوليز ساوكس دبليو بي ‏ BWB | بنجوال باوليز ساوكس دبليو بي ‏ BWB | بنجوال باوليز ساوكس دبليو بي ‏ BWB |
| --------------------------------- | --------------------------------- | --------------------------------- |
| م                                 | عداء                              | مرتبة                             |
| 121                               | Milan Menten ‏                     | 76                                |
| 122                               | Louis Blouwe ‏                     | 75                                |
| 123                               | Cériel Desal ‏                     | 106                               |
| 124                               | Rémy Mertz ‏                       | 20                                |
| 125                               | Tom Paquot ‏                       | 111                               |
| 126                               | Johan Meens ‏                      | 80                                |
| 127                               | Luc Wirtgen ‏                      | 21                                |

| سبورت فلاندرين بالويس ‏ SVB | سبورت فلاندرين بالويس ‏ SVB | سبورت فلاندرين بالويس ‏ SVB |
| -------------------------- | -------------------------- | -------------------------- |
| م                          | عداء                       | مرتبة                      |
| 131                        | آرنه ماريت ‏                | 102                        |
| 132                        | Lindsay De Vylder ‏         | 67                         |
| 133                        | أليكس كولمان ‏              | 100                        |
| 134                        | Jens Reynders ‏             | 96                         |
| 135                        | Aaron Van Poucke ‏          | 120                        |
| 136                        | Kenneth Van Rooy ‏          | 29                         |
| 137                        | Ward Vanhoof ‏              | 70                         |

| أونو-إكس موبيليتي ‏ UXT | أونو-إكس موبيليتي ‏ UXT | أونو-إكس موبيليتي ‏ UXT |
| ---------------------- | ---------------------- | ---------------------- |
| م                      | عداء                   | مرتبة                  |
| 141                    | راسموس تيلر            | 30                     |
| 142                    | أندرس سكارسيث          | 62                     |
| 143                    | كريستوفر هالفورسن      | 122                    |
| 144                    | Morten Hulgaard ‏       | 112                    |
| 145                    | Torjus Sleen ‏          | 87                     |
| 146                    | توبياس هالاند يوهانسن  | 27                     |
| 147                    | يوناس غريغارد          | 61                     |

| كاجا رورال-سيغوروس ‏ CJR | كاجا رورال-سيغوروس ‏ CJR | كاجا رورال-سيغوروس ‏ CJR |
| ----------------------- | ----------------------- | ----------------------- |
| م                       | عداء                    | مرتبة                   |
| 151                     | Orluis Aular ‏           | 86                      |
| 152                     | Aritz Bagües ‏           | 107                     |
| 153                     | Fernando Barceló ‏       | 11                      |
| 154                     | Jon Barrenetxea ‏        | 59                      |
| 155                     | ديفيد غونزاليس          | 105                     |
| 156                     | Calum Johnston ‏         | 99                      |
| 157                     | Joel Nicolau ‏           | 31                      |

| Equipo Kern Pharma ‏ EKP | Equipo Kern Pharma ‏ EKP    | Equipo Kern Pharma ‏ EKP |
| ----------------------- | -------------------------- | ----------------------- |
| م                       | عداء                       | مرتبة                   |
| 161                     | فرنسيسكو غالفان            | 3                       |
| 162                     | مارتي ماركيز               | 25                      |
| 163                     | Danny van der Tuuk ‏        | 89                      |
| 164                     | Daniel Méndez ‏             | لم يكمل السباق          |
| 165                     | Ibon Ruiz ‏                 | 82                      |
| 166                     | Eugenio Sánchez (cyclist) ‏ | 49                      |
| 167                     | Pau Miquel ‏                | 73                      |

| إتش بي بي تي بي – أوبير 93 ‏ AUB | إتش بي بي تي بي – أوبير 93 ‏ AUB | إتش بي بي تي بي – أوبير 93 ‏ AUB |
| ------------------------------- | ------------------------------- | ------------------------------- |
| م                               | عداء                            | مرتبة                           |
| 171                             | أنتوني مالدونادو                | 72                              |
| 172                             | Romain Cardis ‏                  | 74                              |
| 173                             | Nicolas Debeaumarché ‏           | 54                              |
| 174                             | Tony Hurel ‏                     | 126                             |
| 175                             | Flavien Maurelet ‏               | 16                              |
| 176                             | Stéphane Rossetto ‏              | 114                             |
| 177                             | Morné van Niekerk ‏              | 118                             |

| Van Rysel–Roubaix ‏ GRL | Van Rysel–Roubaix ‏ GRL | Van Rysel–Roubaix ‏ GRL |
| ---------------------- | ---------------------- | ---------------------- |
| م                      | عداء                   | مرتبة                  |
| 181                    | توماس بودات            | 130                    |
| 182                    | Clément Carisey ‏       | 64                     |
| 183                    | Maxime Jarnet ‏         | 121                    |
| 184                    | Jérémy Leveau ‏         | 115                    |
| 185                    | Tom Mainguenaud ‏       | 128                    |
| 186                    | افالداس سيسكفهيوس      | 127                    |
| 187                    | Valentin Tabellion ‏    | لم يكمل السباق         |

| CIC U Nantes Atlantique ‏ 194 | CIC U Nantes Atlantique ‏ 194 | CIC U Nantes Atlantique ‏ 194 |
| ---------------------------- | ---------------------------- | ---------------------------- |
| م                            | عداء                         | مرتبة                        |
| 191                          | Jordan Jegat ‏                | لم يكمل السباق               |
| 192                          | Louis Barré ‏                 | 50                           |
| 193                          | Yaël Joalland ‏               | 77                           |
| 194                          | Maël Guégan ‏                 | 117                          |
| 195                          | Mathias Le Turnier ‏          | 78                           |
| 196                          | ايمانويل مورين               | 123                          |
| 197                          | Tom Paquet ‏                  | لم يكمل السباق               |

| Nice Métropole Côte d'Azur ‏ NMC | Nice Métropole Côte d'Azur ‏ NMC | Nice Métropole Côte d'Azur ‏ NMC |
| ------------------------------- | ------------------------------- | ------------------------------- |
| م                               | عداء                            | مرتبة                           |
| 201                             | Maxime Urruty ‏                  | 119                             |
| 202                             | Julien Amadori ‏                 | لم يكمل السباق                  |
| 203                             | Jonathan Couanon ‏               | 101                             |
| 204                             | Tristan Delacroix ‏              | 116                             |
| 205                             | Jean Goubert ‏                   | 98                              |
| 206                             | Paul Hennequin ‏                 | لم يكمل السباق                  |
| 207                             | Andrea Mifsud ‏                  | 60                              |

## التصنيف العام النهائي
| التصنيف العام         | التصنيف العام       | التصنيف العام | التصنيف العام                      | التصنيف العام |
| العداء                | العداء              | البلد         | الفريق                             | الوقت         |
| --------------------- | ------------------- | ------------- | ---------------------------------- | ------------- |
| 1                     | أموري كابيو         | بلجيكا        | اركيا سامسيك                       | 4 س 31 د 11 ث |
| 2                     | مادس بيدرسن         | الدنمارك      | تريك سيغافريدو                     | + 0 ث         |
| 3                     | فرنسيسكو غالفان     | إسبانيا       | Equipo Kern Pharma                 | + 0 ث         |
| 4                     | إيدفالد بواسون هاغن | النرويج       | TotalEnergies                      | + 0 ث         |
| 5                     | بينوا كوسنيفروي     | فرنسا         | AG2R Citroën Team                  | + 0 ث         |
| 6                     | بريان كوكار         | فرنسا         | Cofidis                            | + 0 ث         |
| 7                     | جورج زيمارمان       | ألمانيا       | Intermarché-Wanty-Gobert Matériaux | + 0 ث         |
| 8                     | دييغو يليسي         | إيطاليا       | فريق الإمارات                      | + 0 ث         |
| 9                     | Alessandro Covi ‏    | إيطاليا       | فريق الإمارات                      | + 0 ث         |
| 10                    | البرتو بيتول        | إيطاليا       | EF Education-EasyPost              | + 0 ث         |
| مصدر: ProCyclingStats |                     |               |                                    |               |

## وصلات خارجية
- الموقع الرسمي
- لمحة عن سباق سباق جائزة لا مارسيليس الكبرى 2022 على موقع  ProCyclingStats   (برو  سايكلنج  ستاتس) - إحصاءات  محترفي  الدراجات.
- سباق جائزة لا مارسيليس الكبرى 2022 على موقع إحصائيات الدراجات الإحترافية (الإنجليزية)